# 西本功
西本 功（にしもと いさお）は、日本のアナウンサー。山陽放送開局時のアナウンサーの一人である。

## 経歴
1953年、山陽放送の第1期アナウンサーとして入社し（同期に小川康子、小野馥、永野孜、松浦淑恵、柳井美和）、放送の第一声を担当した。
1964年11月、倉敷支社長（初代）となり、以後1970年代の途中よりアナウンス部長、1982年より資料部長を歴任した。
アナウンス部長時代には曽根英二、羽川英樹、滝沢忠孝、石田好伸等の人材を育てた。
1978年の開局25周年の式典の際は、開局時からの勤続社員を代表し、表彰を受けた。